# アップル・ブティック

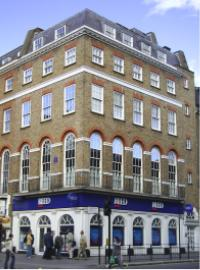
ベイカー街94のアップル・ブティックの建物

アップル・ブティック（英: Apple Boutique）は、かつてイギリスに存在した洋装店。ビートルズが設立した会社「アップル・コア」の5大事業のうちの一つ。

## 概要
- 店名: Apple Boutique
- 所在地: ロンドン市ベイカーストリート94番地
- 開店: 1967年12月7日
- 閉店: 1968年7月30日

アップルの「才能があっても、チャンスに恵まれない人々を世に出す」という構想実現の一歩として開店。オープニング・パーティでの乾杯の飲み物は「アップル・ジュース」であった。

## デザイナー
アップル・ブティックの専属デザイナーは、ザ・フール(THE FOOL) (en) というグループ。サイケデリックアートを得意としており、彼らがデザインした服を販売。また、店舗の壁面には彼らの手により、サイケデリックな壁画を施すなど、当時のサイケムーブメントを色濃く反映していた。

## 壁画の変更
店舗の壁一面に施された壁画は、そのあまりの奇抜さゆえに、保守的なベイカーストリートの業者のひんしゅくを買い、街の景観にそぐわないとして、後に壁面は真っ白に塗りつぶされ、入口上部に筆記体で「apple」とだけ描かれたシンプルな外観へと変更された。ちなみにアップル・ブティックの元々の発想は、ポール・マッカートニーの発案した「白い物だけを売る店」であった。なお、白はジョン・レノンのお気に入りの色でもあり、彼の当時のファッションは白ずくめ、愛用のエピフォン・カジノも白にしたほどである。

## 事業の失敗と閉鎖
アップル・ブティックは、開店後から1か月もしないうちに手に負えない状態となる。店員も客も酔っぱらっているか興奮状態で、観光客イコール万引き客、店員は床に寝ているか、売り上げを持ち出すかのいずれかという有り様だった。そのような状況で経営が成り立つはずもなく、開店から1年弱でアップル・ブティックは閉店。また、ジョンの提唱により、閉店の数日前から店内にあるすべての商品を無料でプレゼントしたため、店内やその周囲で大混乱が生じた。